# تراموا روان
تراموا روان (فرانسوی: Tramway de Rouen‎) سیستم تراموا در شهر روان، فرانسه است.
این تراموا که در سال ۱۹۹۴ تأسیس شده دارای ۲ خط، ۳۱ ایستگاه و ۱۸٫۲ کیلومتر طول می‌باشد.

## نگارخانه

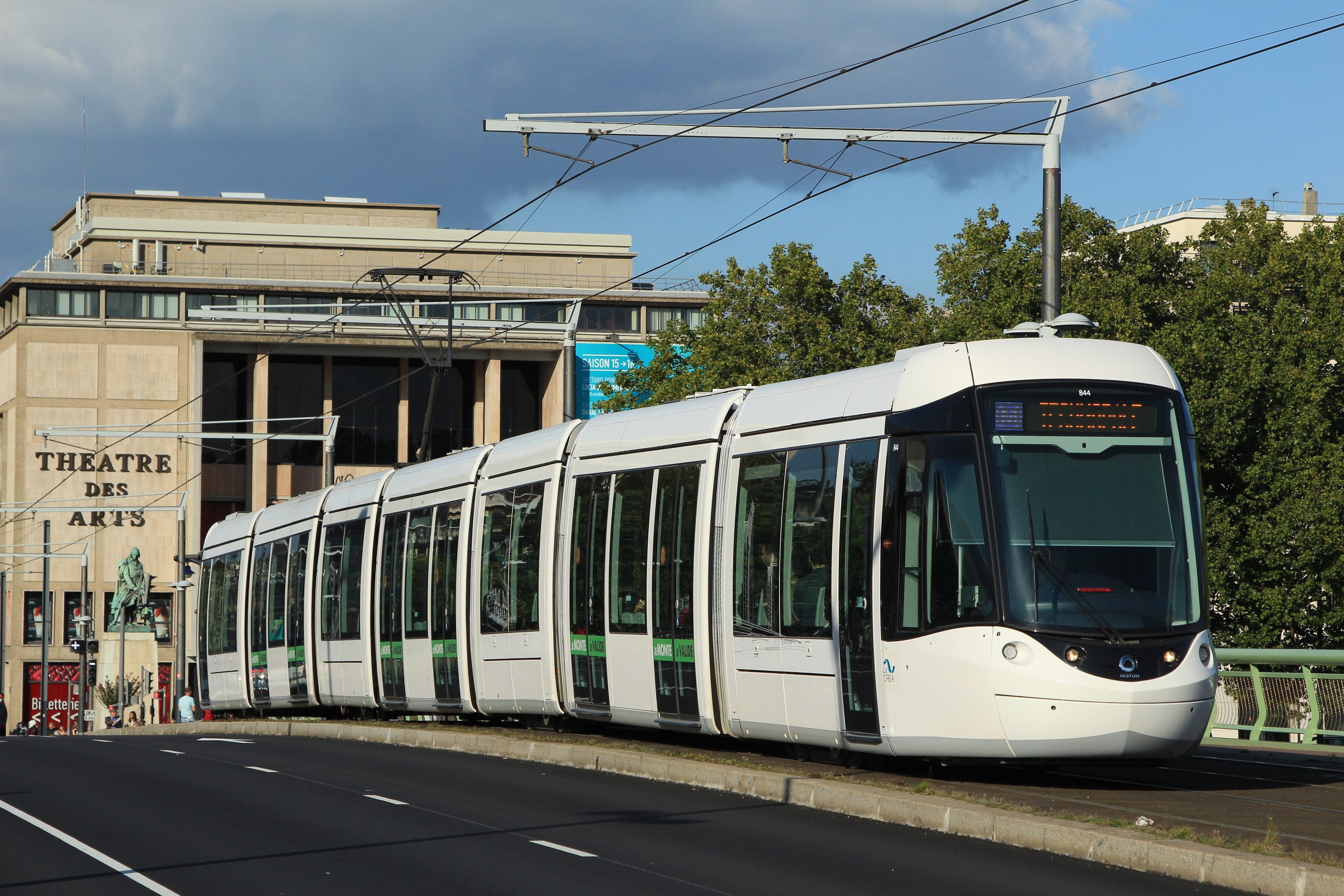
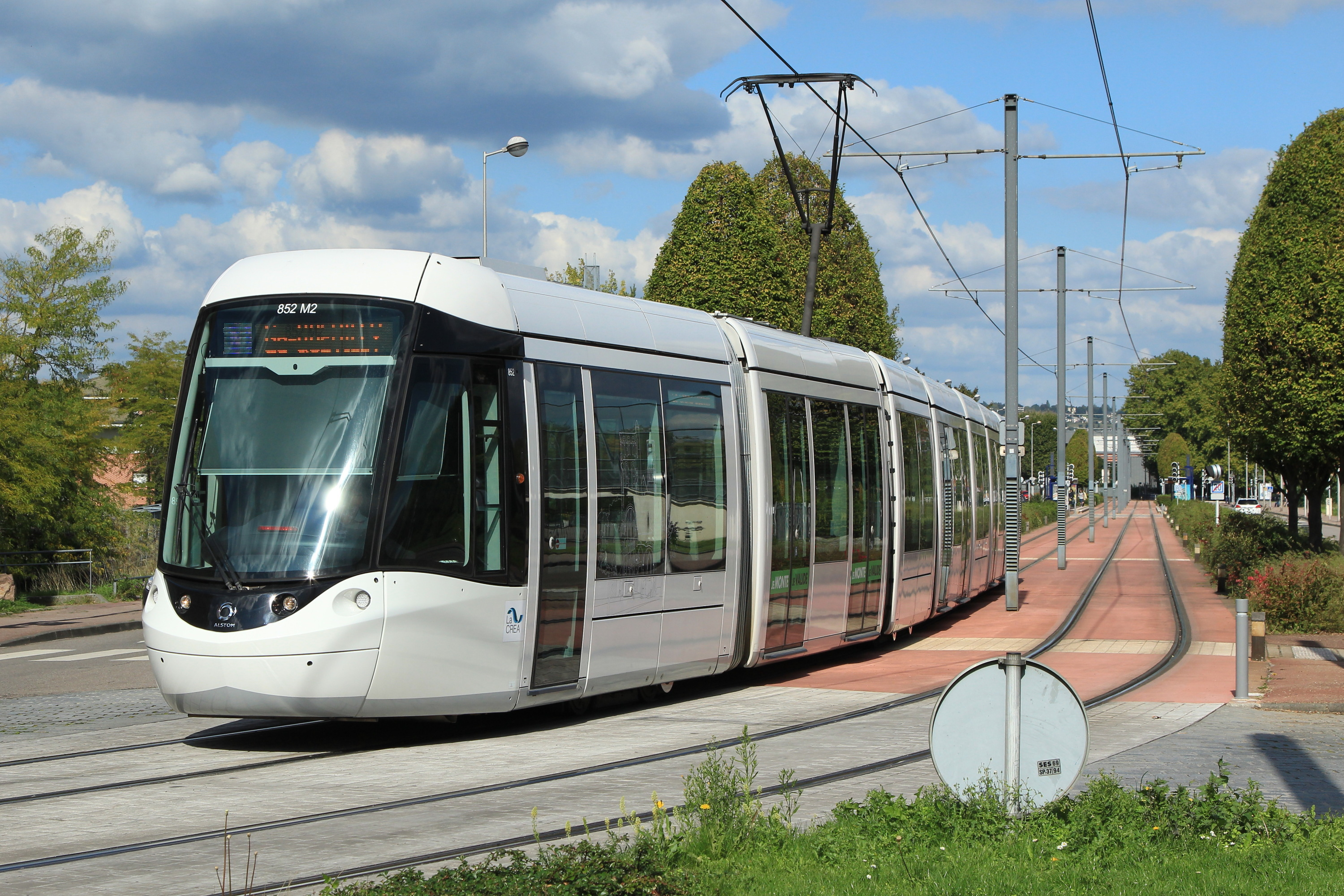
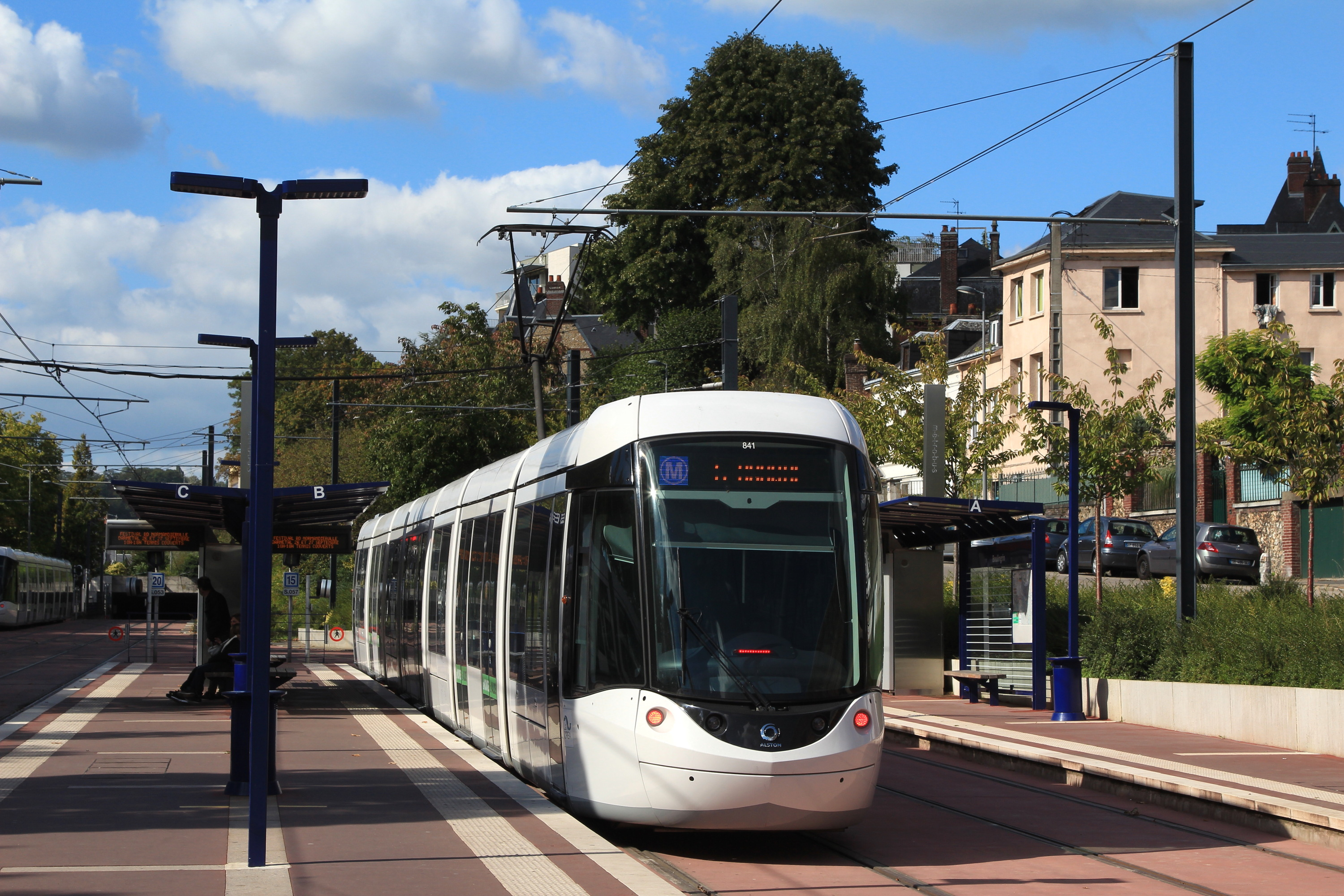